# جورج وليامز (مدرس)
جورج وليامز (بالإنجليزية: George Williams)‏ (و. 1821 – 1905 م) هو مدرس بريطاني، ولد في مقاطعة سومرست، توفي في لندن، عن عمر يناهز 84 عاماً. في عام 1844 قام وليامز بتأسس جمعية الشبان المسيحيين في لندن، عن طريق اتحاد الكنائس. والتي كانت تهدف لنشر الوعى والثقافة والأخلاق والقيم المسيحية في أوساط الشباب، وتُقيم برامج عدة منها الرياضية بالإضافة إلى المعسكرات الصيفية. وهي أقدم وأكبر مؤسسة خيرية للشباب في العالم، تهدف إلى دعم الشباب للانتماء والمساهمة والازدهار في مجتمعاتهم.